# Formicini
I Formicini Latreille, 1809 sono una tribù di imenotteri appartenente alla famiglia Formicidae, sottofamiglia Formicinae.  Questa tribù prende il nome dal naturalista francese Pierre André Latreille, che è stato una figura importante nello studio delle formiche e di altri insetti. Le formiche della tribù dei Formicini includono numerose specie e sono note per le loro caratteristiche sociali, la costruzione di nidi elaborati e l'organizzazione all'interno del formicaio. Svolgono un ruolo significativo negli ecosistemi, ad esempio come predatori e come decompositori, contribuendo a mantenere l'equilibrio ecologico. Le formiche della tribù dei Formicini si trovano in varie parti del mondo e presentano una grande diversità in termini di comportamento e aspetto, ma condividono una serie di caratteristiche anatomiche e comportamentali comuni tipiche delle formiche.

## Tassonomia
La tribù Formicini contiene i seguenti generi:
- Alloformica Dlussky, 1969
- Bajcaridris Agosti, 1994
- Cataglyphis Förster, 1850
- Formica Linnaeus, 1758
- Glaphyromyrmex Wheeler, 1915
- Polyergus Latreille, 1804
- Proformica Ruzsky, 1902
- Protoformica Dlussky, 1967
- Rossomyrmex Arnol'di, 1928